# Dögvirág

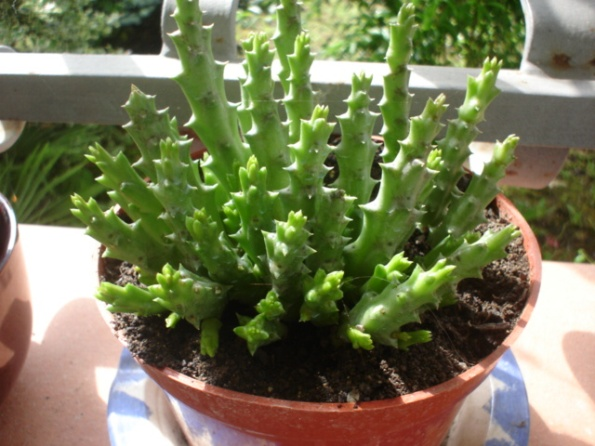
Dögvirág

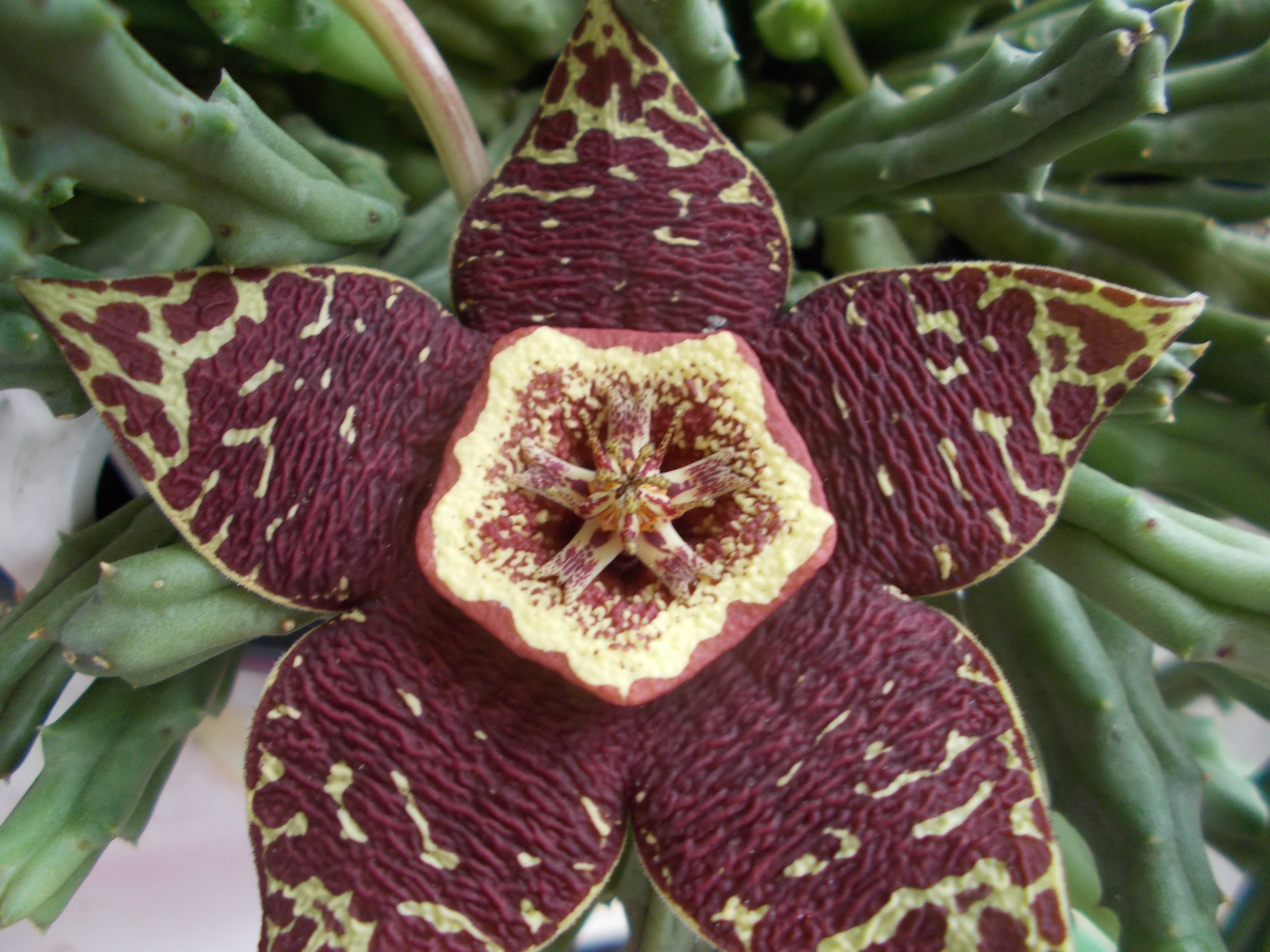
Virágzás

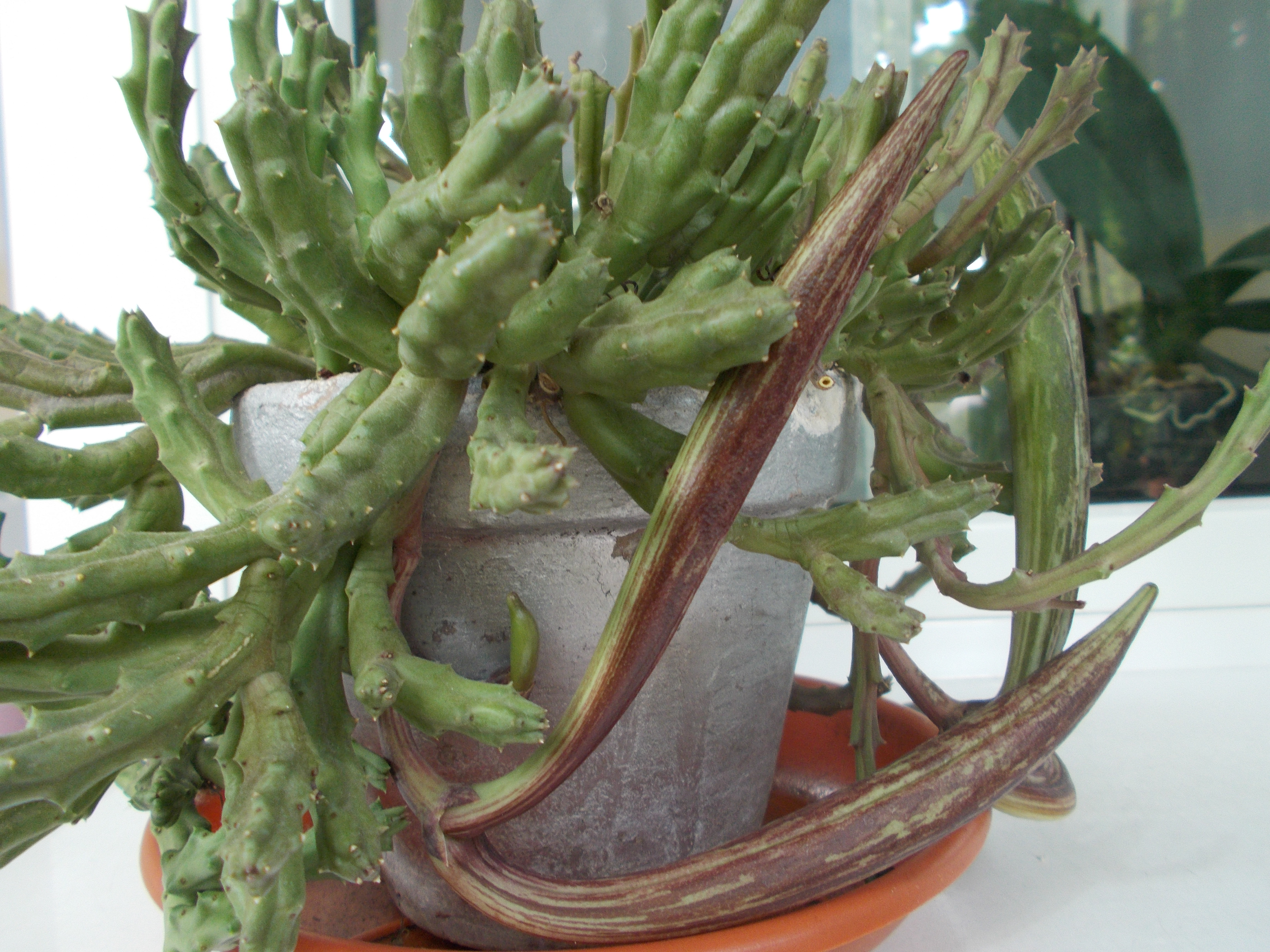
Terméstok

A dögvirág (Stapelia) a tárnicsvirágúak (Gentianales) rendjébe sorolt meténgfélék (Apocynaceae) családjában a selyemkórófélék (Asclepiadaceae) alcsalád Ceropegieae nemzetségcsoportjának egyik nemzetsége. Magyarul a virág alakjára utalva esetenként dögcsillagnak nevezik. A nemzetség tudományos neve a holland orvos-botanikus Johannes Bodaeus van Stapel emlékét őrzi. Javasolt magyar neve, az „afrikai csillagvirág” (Szűcs, p. 271.) nem gyökeresedett meg.
Régebben több száz faját tartották nyilván, de a nemzetséget idővel többfelé bontották. A 2020-as évek elején 43 fajt sorolnak ide.

## Származása, elterjedése
Dél-Afrika száraz régiójában honos:
- Botswana,

- Zimbabwe,

- Namíbia,

- Dél-afrikai Köztársaság (Kertlap).

## Megjelenése, felépítése
Törzsszukkulens pozsgás növény: Húsos, négyszögletes, olykor szőrös, fogazott szárai elfekvők vagy felállók; utóbbi esetben magasságuk ritkán haladja meg a 20 cm-t. Tövük elágazó, amitől gyakran párnásan fejlődnek (gyökérsarjakkal és legyökerező hajtásokkal).
Virágai többnyire a fiatal hajtások tövéből bújnak elő hosszabb-rövidebb kocsányon. A bimbók rendszerint golyószerűen simák (Szűcs). A legtöbb faj nagy, csillag alakú, hosszú szőrökkel borított, öt cimpájú virága kellemetlen dögszagot áraszt. A szirmok mintája is elhullott emlősök bőrére emlékeztet, mert döglegyek porozzák be őket.
Ritka kivételként egyes fajok — Stapelia erectiflora, Stapelia flavopurpurea — virága illatos. (Kertlap).
Gyökere sekély (Heitz).

## Életmódja, termőhelye
Egész évben fényigényes, de a tűző nap árt neki, mivel eredeti élőhelyén cserjék, illetve sziklák árnyékában fejlődik. Fagyérzékeny; télen is legalább 5 °C-ot igényel. Sovány, erősen kőzethatású talajokon is jól boldogul, de a talaj legyen jó vízvezető (kevéssé agyagos). Gyökeréről szaporodva spontán nagy területet belakhat.
Virága nyár végén–ősszel nyílik (Szűcs) — az egyes virágok csak néhány napig, de maga a virágzás sokáig eltart.

## Fontosabb fajok
- Stapelia acuminata

- Stapelia arenosa
- Stapelia asterias
- Stapelia cedrimontana
- Stapelia clavicorona
- Stapelia concinna
- Stapelia divaricata
- Stapelia engleriana
- Stapelia erectiflora
- Stapelia flavopurpurea
- Stapelia gettliffei
- óriás dögvirág (Stapelia  gigantea) — világossárga színű, piros keresztcsíkokkal tarkított virágai valamennyi faj közül a legnagyobbak, átmérőjük 25–30 cm.
- Stapelia glanduliflora
- nagyvirágú dögvirág (Stapelia  grandiflora) — 15 cm átmérőjű barnáspiros virágai vöröses vagy fehér pillás szőrűek.
- borzas dögvirág (Stapelia  hirsuta) — virágai mintegy 10 cm átmérőjűek, barnáslila alapon sárga keresztcsíkosak és felületüket lila szőrök borítják. * Stapelia insignis (Enciklopédia, p. 65.)

- Stapelia kwebensis

- Stapelia leendertziae

- nemes dögvirág (Stapelia nobilis) —  kívül piros, belül okkersárga, keresztsávos virágai 20–25 cm átmérőjűek.

- Stapelia obducta
- Stapelia olivacea
- Stapelia paniculata
- Stapelia parvula
- Stapelia pearsonii
- Stapelia pillansii — bíborszínű pillás szőrökkel borított, sötét bíborbarna virágokkal
- Stapelia remota
- Stapelia rubiginosa
- Stapelia rufa
- Stapelia schinzii
- Stapelia semota — világos rajzolatú, csokoládészínű virágaival tűnik fel. A Stapelia remota var. lutea változat virága sárga.
- Stapelia similis
- Stapelia surrecta
- Stapelia unicornis

- tarka dögvirág (rendjelvirág, Stapelia variegata) — az egyik legismertebb faj, amelyet a közelmúltban átsoroltak az Orbea nemzetségbe (Orbea variegata)

- Stapelia vetula (Enciklopédia, p. 65.)
- Stapelia villetiae

## Gondozása
Nyáron csak nagyon keveset öntözzük. Télen hűvös helyen egészen beszüntethetjük az öntözést, a hajtások azonban nem zsugorodhatnak. Nyáron havonként kaktusztrágyával tápoldatozzuk.
Virágtálban nagyon jól fejlődik (Heitz).

### Szaporítása
Tőosztással vagy dugványokkal; ezeket tűzdelés előtt hagyjuk száradni.
Magvetéssel is szaporítható, de a fajok nagyon hajlamosak a hibridizálódásra, ezért a magról kelt példányok esetenként erősen különböznek elődeiktől (Heitz).
Átültetni a tavasszal célszerű (Szűcs).

## = Betegségei, kártevői
A túlöntözésre érzékeny; a pangó víz gyökérrothadást okoz. Veszedelmes gombás fertőzése az úgynevezett „fekete halál”. Télen (a szaporított növényeken is) fekete foltok képződnek, elsősorban a szárak tövén. Az ilyen hajtások elpusztulnak; nem gyógyítható (Heitz).

## Felhasználása
Hatásos virága kedvelt dísznövénnyé teszi. Vízkultúrára alkalmas (Heitz).
Szobai dísznövényként már legalább kétszáz éve kedvelt (Enciklopédia, p. 65.).